# پاورگرید کورپوریشن هند
پاورگرید کورپوریشن هند (به انگلیسی: Grindeks) شرکت برق دولتی هندی است، که در زمینه انتقال انرژی الکتریکی و توزیع انرژی الکتریکی فعالیت می‌نماید و بیش از ۵۰٪ درصد از برق موردنیاز کشور هند را تأمین می‌کند.
شرکت پاورگرید کورپوریشن هند در سال ۱۹۹۲ توسط دولت هند تأسیس شد و در حال حاضر مالک شبکه‌ای بالغ بر ۲۵٫۰۰۰ کیلومتر خطوط برق ولتاژ بالا می‌باشد. دفتر مرکزی این شرکت در گورگان، هند قرار دارد و بخشی از سهام آن در بازارهای بورس اوراق بهادار بمبئی و بورس اوراق بهادار ملی هند معامله می‌شود.